# Campamento El Tordillo

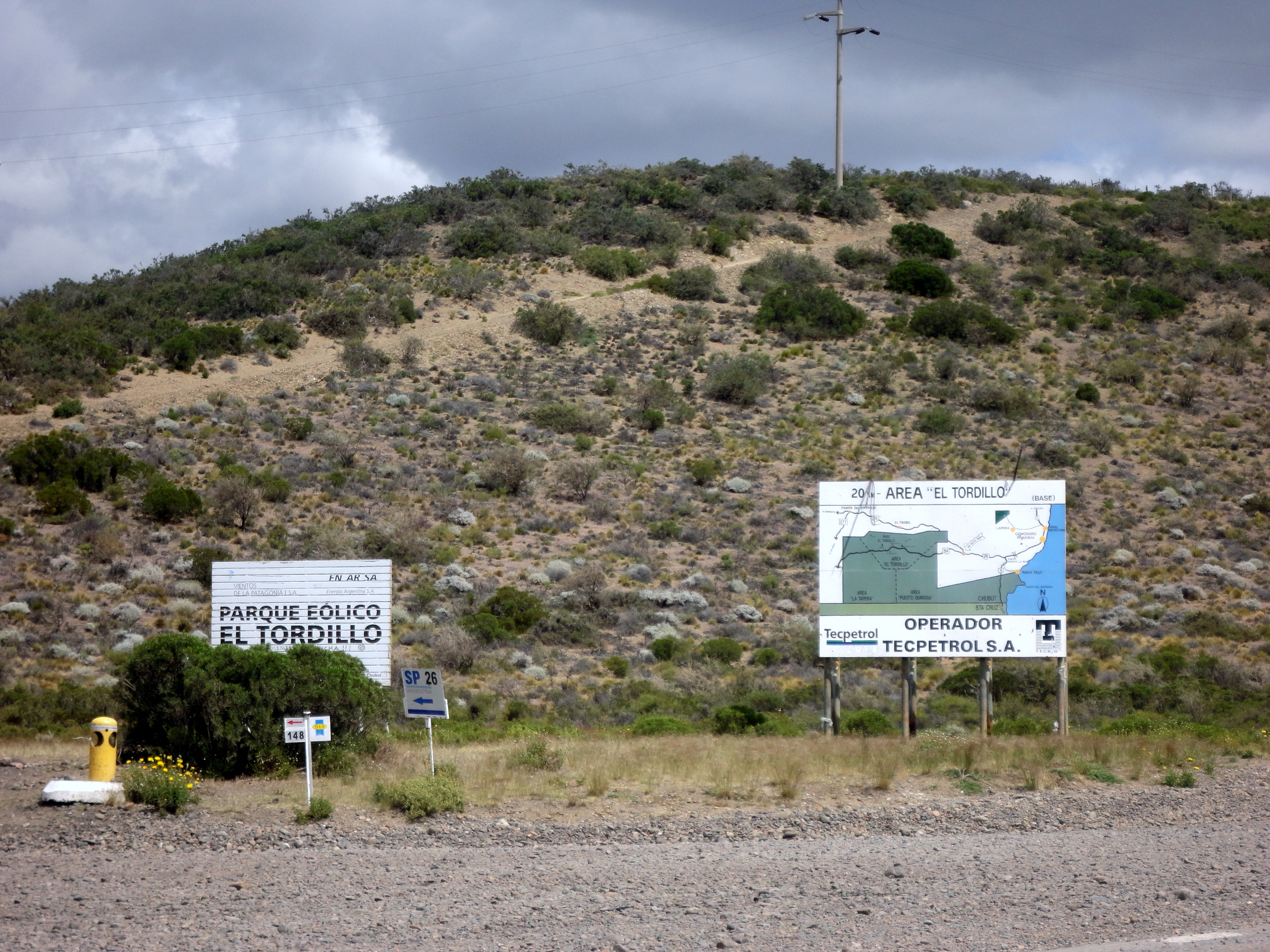
Cartel de entrada a la localidad desde ruta 26

Campamento El Tordillo (también conocido simplemente como El Tordillo) era una localidad argentina del departamento Escalante, Provincia del Chubut. Se situaba en las coordenadas 45°52′60"S 68°04'60"O, sobre la Ruta Provincial 54, en las cercanías de la localidad de El Trébol. Además, allí se encuentra el parque eólico homónimo.

## Geografía
El área donde se ubica está a 602 m s. n. m., en plena meseta patagónica. En invierno, son frecuentes las nevadas.

## Historia
La zona de El Tordillo cobró gran relevancia cuando se descubrieron entre 1928 y 1936 los grandes yacimientos del llamado flanco norte, como Cañadón Perdido, Diadema Argentina, Escalante, Manantiales Behr, El Trébol, Pampa del Castillo, etc.
El paraje nació como un campamento petrolero en 1938, junto con otros sitios como Pampa del Castillo, Manantiales Behr, Restinga Alí, Escalante, Cañadón Perdido, entre otros. El motivo del establecimiento del poblado fue mantener concentraciones obreras cercanas a las fuentes de explotación. Al poco tiempo se volvió un yacimiento petrolífero importante para YPF,la empresa estatal fue reemplazando aquellas antiguas y voladizas carpas de lona improvisadas al borde de la boca de pozo y llevó a los campamentos a transformarse en verdaderos pueblos donde habitaban obreros provenientes de provincias como Catamarca y La Rioja.
Desde los primeros tiempos de los campamentos el cine estuvo presente. En espacios como los clubes, galpones, comedores o salones sociales YPF desarrollaba intensas jornadas de proyección fílmica. Su auge se daría desde la década de 1940. Los campamentos eran visitados por camiones que tenían en la caja bastidores recubiertos de arpillera, con afiches pegados y grandes caracteres pintados a la tiza, convocando a los vecinos al estilo de viejos buhoneros. Todos los cines poseían separaciones gregarias. Al pulman iban los jerárquicos y a la platea los subordinados. Las proyecciones tenían contenido ideológico nacionalista favorable al periodo peronista, sin matices del conflicto social  en su gran mayoría.
El Campamento era visitado por el carnicero o el verdulero, ambos de YPF, dos veces por semana. Cada habitante compraba lo que deseaba. Además había vendedores particulares como pescadores: vendedores de masas dulces, como rosquitas, tortas y las traía en su canastita y hasta se daban cita aquí comerciantes con mercaderías variadas como heladerías que llegaban desde Comodoro, todos los días.
Como muchos otros campamentos del área, poseía proveedurías, restaurante, hoteles, comercios, lugares de entretenimiento (como cines), policía, centros de salud, etc. En cuanto a su proveeduría se abastecía desde la central ubicada en General Mosconi. Poseía gran variedad de productos y beneficiaba a los empleados con un 20% de preciso más bajos que los hallados en el pueblo de Comodoro. Su sistema de cobro estaba estructurado en dos tipos de créditos: uno ordinario que era para la compra de comestibles y que descontaba al otro mes en el recibo de sueldo. El otro era especial para otro tipo de compras y se descontaba en varios meses.
La localidad también poseía una cancha y un equipo de fútbol conformado por trabajadores de la empresa. También, poseía notable vinculación con sus campamentos hermanos de la zona Escalante, Pampa del Castillo, Manantiales Behr, Cañadón Perdido y Campamento El Trébol, los principales de la empresa; además de mantener contacto con otros campamentos de empresas privadas. Los medios para estos realizar encuentros de «Intercampamentos» eran una cancha y un equipo de fútbol conformado por trabajadores de la empresa, se ofrecían espectáculos deportivos y musicales. El encuentro futbolístico era tan esperado que hasta se conformaron un clásicos entre los equipos de los petroleros. El ambiente según sus propios habitantes fue de índole paradisíaco con una empresa que proveía todo en un tan familiar. Además, un colectivo vinculaba el campamento con Comodoro Rivadavia en la semana. La importancia de los clubes deportivos en los campamentos petroleros era canalizar las expectativas de participación del personal de la empresa. Estos al estar impedidos de participar de las decisiones políticas que estaban en manos de la empresa, debían canalizarse en alguna otra dirección. Entre 1915 y 1946 se crearon más de 20 clubes en distintos campamentos. Asimismo, los clubes no sólo concentraban la atención deportiva, sino que también eran ámbito propicio para el desarrollo de bailes en sus instalaciones y reuniones sociales.
En 1955 se erigió la ermita a la Virgen de Lourdes, que hasta el día de hoy permanece en el ingreso a la zona. Para  el 8 de diciembre de 1964 se inauguró una capilla, ubicada junto a la Enfermería que sigue en pie.
Según informaciones aportadas por un censo de trabajadores de los yacimientos estatales de Comodoro Rivadavia, en 1962, la composición de la mano de obra mostraba un aumento relativo del número de nacionales, que había crecido hasta constituir el 21,3% de la población.
Hacia fines de la década de 1960 y principios de la década de 1970, el campamento fue levantándose lentamente se cargó una a una las nobles casas de chapa, provocando que los obreros y estos materiales se muden a nuevos barrios de la Zona Norte de Comodoro Rivadavia.
Ante el desarme de la localidad sus habitantes, ya radicados en Comodoro, deciden continuar con su estilo de vida y el 14 de abril de 1969 la unión con el club Próspero Palazzo. La fusión dio como resultado que el equipo comodorense use los colores del equipo petrolero. Posteriormente, la cancha fue levantada en junio de 1970.

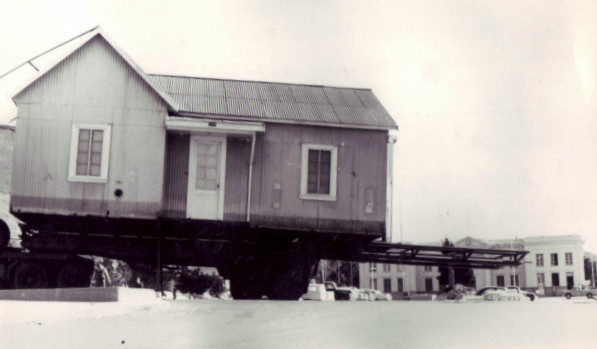
Casa de chapa desarticulada de los campamentos y puesta a la venta en la administración de YPF

## Galería

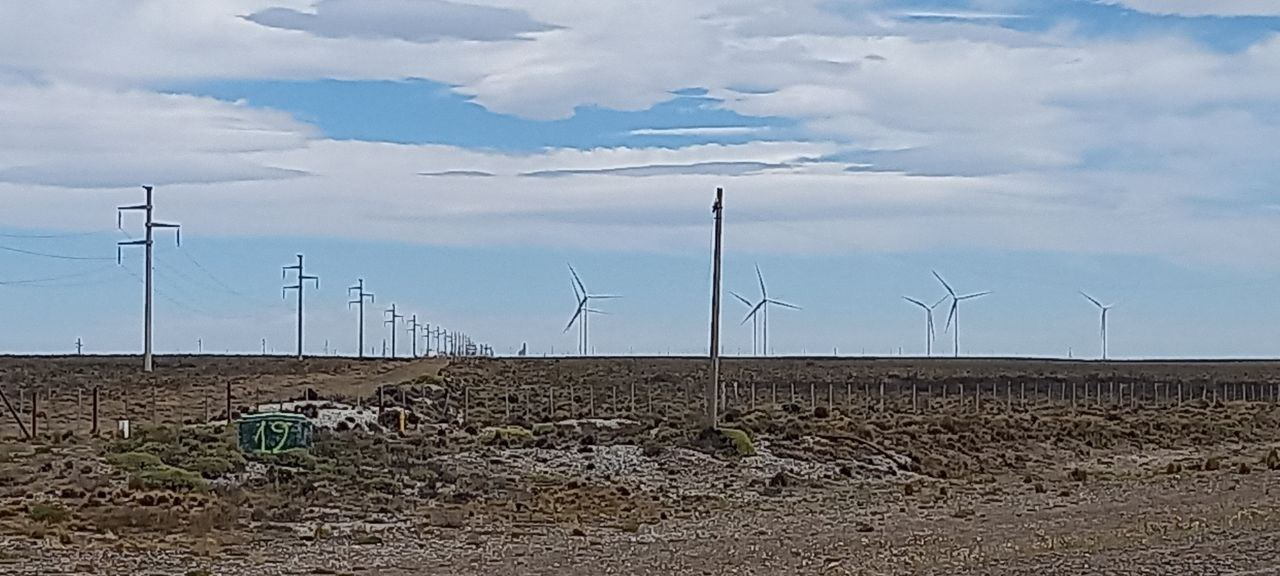
el parque desde ruta 26
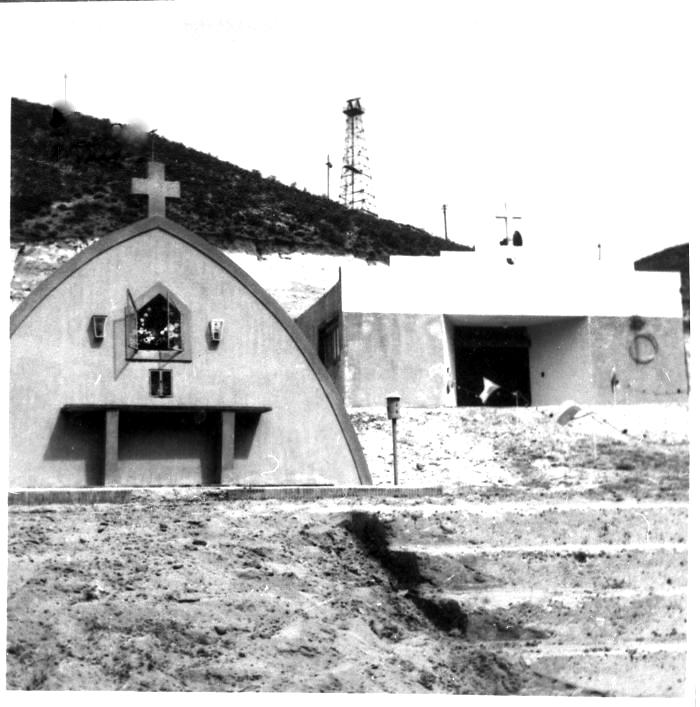
Construcciones religiosas y ermita
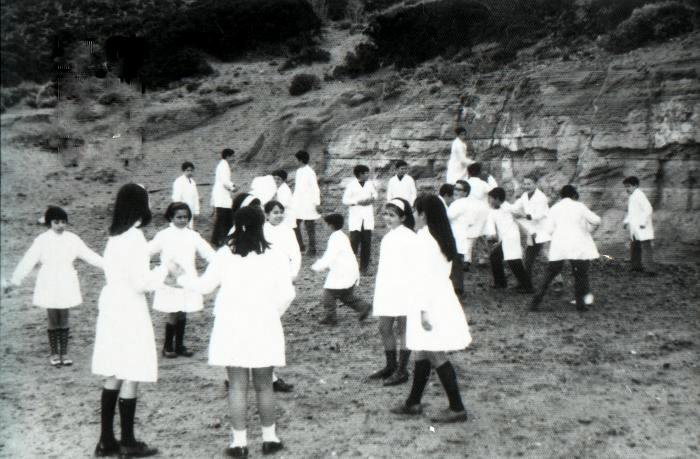
Actividades escolares en la entonces localidad petrolera con gran concurrencia